# Джеваншир, Ахмед-бек
Ахмед-бек Джаваншир (азерб. Əhməd bəy Cavanşir; 1823—1903) — азербайджанский инженер, историк, поэт. Правнук основателя Карабахского ханства Панах-Али хана Джаваншира.

## Биография
Ахмед-бек Джафар-Кули-бек-оглу родился в 1819 году в деревне Кягризли, Кебирлинского магала Карабаха. Происходил из рода Панах Али-хана Джаваншира.
До 15 лет обучался при медресе, позже стал изучать русский язык. В 1843 году по просьбе Мехдикули-хана Джаваншира император Николай I определяет Ахмед-бека в Павловский кадетский корпус. Во время обучения Ахмед-бек в совершенстве овладевает русским языком.
В 1848 году, по окончании кадетского корпуса, Ахмед-бек определяется в Гусарский Е. И. В. Великого Князя Константина Николаевича полк. В составе полка принимал участие в Крымской войне. За боевые отличия был награждён орденом и чином штабс-ротмистра. В 1854 году был вынужден подать в отставку из-за ранения в руку, полученному на дуэли, еще в 1850 году. 
После отставки возвращается в своё родное село, где занимается хозяйственными вопросами. Получивший европейское образование Ахмед-бек старается ввести новые прогрессивные методы управления в своих владениях. Строит сеть оросительных каналов и мелиоративных сооружений для развития сельского хозяйства и зерноводства, в частности. Учитывая инженерный талант и опыт Ахмед-бека, царское правительство поручает ему возглавить комиссию по расширению и развитию мелиоративных и ирригационных сооружений в Мильской степи.
В период армейской службы Ахмед-бек приобщился к занятиям изящной словесностью: писал стихи и переводил на азербайджанский язык Пушкина, Лермонтова, Жуковского и сказки Андерсена. В преклонном возрасте отойдя от дел, более активно занялся литературной деятельность, стал собирать фольклор. Его крупным историческим произведением стала книга «О политической ситуации в Карабахском ханстве в 1747—1805-х годах» (первая публикация — в газете «Кавказъ». — 1884. — № 139, 150, 154, 161, 167).
Ахмед-бек Джаваншир скончался в 1903 году.

### Семья
Дочь Ахмед бека Джаваншира — Гамида ханум Джаваншир (1873—1955), жена Мирзы Джалила Мамедкулизаде. Самое ценное её произведение — «Мои воспоминания о Мирзе Джалиле».

## Избранные труды
- Джеваншир А. О политическомъ существованіи Карабачскаго ханства съ 1747 по 1805 годъ. — Тифлисъ: тип. Канц. главноначальствующаго гражд. частію на Кавказѣ, 1884. — 21 с.[1]
- Джеваншир А. О политическом существовании Карабагского ханства с 1747 по 1805 год. — Шуша: типо-лит. А. М. Мугдусиакопова, 1901. — 75 с.[2]
- Джеваншир А. О политическом существовании карабахского ханства (с 1747 по 1805 год). — Баку: Изд-во АН Азерб. ССР, 1961. — 104 с. — 6500 экз.  (рус.)  (азерб.)[3]